# Andrew Robertson
Andrew Robertson (n. 11 martie 1994, Glasgow, Scoția, Regatul Unit) este un fotbalist scoțian care evoluează la clubul englez Liverpool și la echipa națională de fotbal a Scoției pe postul de Fundaș stânga.

## Palmares
Dundee United
- vice-campion Scottish Cup: 2013–14[2]

Hull City
- Football League Championship play-offs: 2016[3]

Liverpool
- UEFA Champions League: 2018–19;[4] vice-campion: 2017–18[5]